# The Wedding Band
The Wedding Band (Wedding Band) è una serie televisiva statunitense creata da Darin Moiselle e da Josh Lobis.

## Trama
Quattro amici, nonostante i loro alti e bassi, passano il loro tempo libero esibendosi in una band per matrimoni.

## Episodi
Il 22 gennaio 2013, TBS ha ufficialmente cancellato la serie dopo l'unica stagione prodotta a causa dei bassi ascolti.
| Stagione       | Episodi | Prima TV originale | Prima TV Italia |
| -------------- | ------- | ------------------ | --------------- |
| Prima stagione | 10      | 2012-2013          | inedita         |

## Accoglienza
The Wedding Band  ha ricevuto recensioni contrastanti su Metacritic, con un punteggio di 61 su 100 sulla base di 12 critici. Sulla carta stampata, David Hinckley Smith del Daily News ha dichiarato: «gli scherzi scorrono piacevolmente, la musica è divertente, e per i riferimenti alla cultura pop farà sorridere quasi tutti»; David Wiegand del San Francisco Chronicle ha invece descritto lo show come «non buffo, ma peggio, non è interessante».